# Noturus gladiator
Noturus gladiator är en fiskart som beskrevs av Thomas och Burr 2004. Noturus gladiator ingår i släktet Noturus och familjen Ictaluridae. Inga underarter finns listade i Catalogue of Life.